# Azana atlantica
Azana atlantica är en tvåvingeart som beskrevs av Oliveira och Balbi 2008. Azana atlantica ingår i släktet Azana och familjen svampmyggor. Inga underarter finns listade i Catalogue of Life.